# Siphona brasiliensis
Siphona brasiliensis är en tvåvingeart som först beskrevs av Townsend 1929.  Siphona brasiliensis ingår i släktet Siphona och familjen parasitflugor. Inga underarter finns listade i Catalogue of Life.